# Gamma Camelopardalis
Désignations
γ Cam A : BD+70°259, SAO 5006
Gamma Camelopardalis (γ Camelopardalis / γ Cam) est une étoile binaire large suspectée de la constellation circumpolaire boréale de la Girafe. Elle est visible à l'œil nu avec une magnitude apparente de 4,66. Le système présente une parallaxe annuelle de 9,09 mas mesurée par le satellite Hipparcos, ce qui permet d'en déduire qu'il est situé à environ ∼ 359 a.l. (∼ 110 pc) de la Terre.
La composante primaire, γ Cam A, qui est la plus brillante, est une étoile sous-géante blanche de type spectral A2 IVn. Elle tourne rapidement sur elle-même à une vitesse de rotation projetée de 205 km/s, ce qui lui donne une forme aplatie avec un bourrelet équatorial qu'on estime être 17 % plus grand que son rayon polaire. Elle fait environ trois fois la masse du Soleil et 2,5 fois le rayon du Soleil. L'étoile est 185 fois plus lumineuse que le Soleil et sa température effective est de 8 892 K.
La composante secondaire, BD+70°260, aussi désignée comme γ Cam C, est une étoile de magnitude 9,07 située à une séparation angulaire de 107,30 secondes d'arc de la primaire et à un angle de position de 86° en date de 2011. La composante désignée γ Cam B est quant à elle un compagnon visuel de magnitude 12,40, qui, en date de 2011, est localisé à une séparation angulaire de 56,30 secondes d'arc et à un angle de position de 247°.